# 南海1201形電車

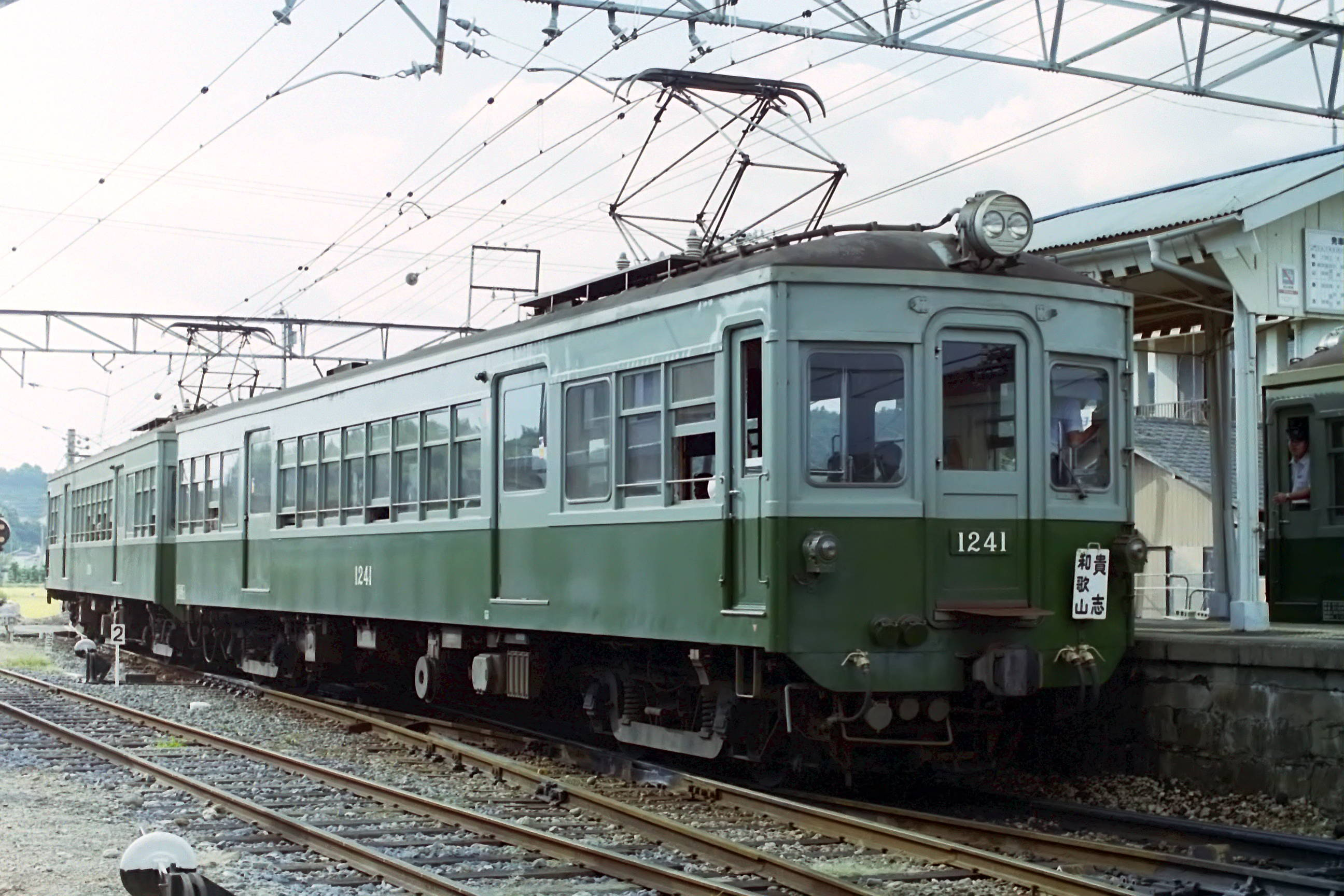
1241 伊太祁曽駅

南海1201形電車（なんかい1201がたでんしゃ）は、南海電気鉄道に在籍した一般車両（通勤形電車）の1形式である。
本稿では、基幹形式であるモハ1201形を中心に、同系の制御付随車であるクハ1901形、およびモハ1201形の出力強化型であるモハ1551形などを含めて述べることとする。

## 概要
南海鉄道時代の1934年（昭和9年）から1943年（昭和18年）にかけて、南海線の大型急行用車であるモハ2001形を補完する中型の汎用車として、当初は15m級車に続く木造車の鋼体化名義でモハ133形として、そして中期以降は新造扱いと火災被災車の復旧名義で、自社天下茶屋工場、日本車輌製造、汽車製造会社東京支店、川崎車両、そして木南車両によって新製された。
その後も、1947年（昭和22年）まで戦災復旧名義での車体新製が富士車輌や川崎重工業泉州工場で実施されており、グループ総計で72両が製造された。
その車番は必ずしも製造順と一致しておらず、クハ1901形制御車として竣工後、逆順で電装したものや、一旦機器流用車のモハ1051・1021形として建造後、主電動機換装を実施されたものが、それぞれの改造時点でのラストナンバーに続けてモハ1201形に編入されており、さらにモハ1201形からモハ1551形へ改造されたもの、クハ1901形から直接電装してモハ1551形に編入されたものや逆にモハ1551形からモハ1201形に戻されたものなど、各車の経歴は複雑怪奇の一言に尽きる。

## 車体

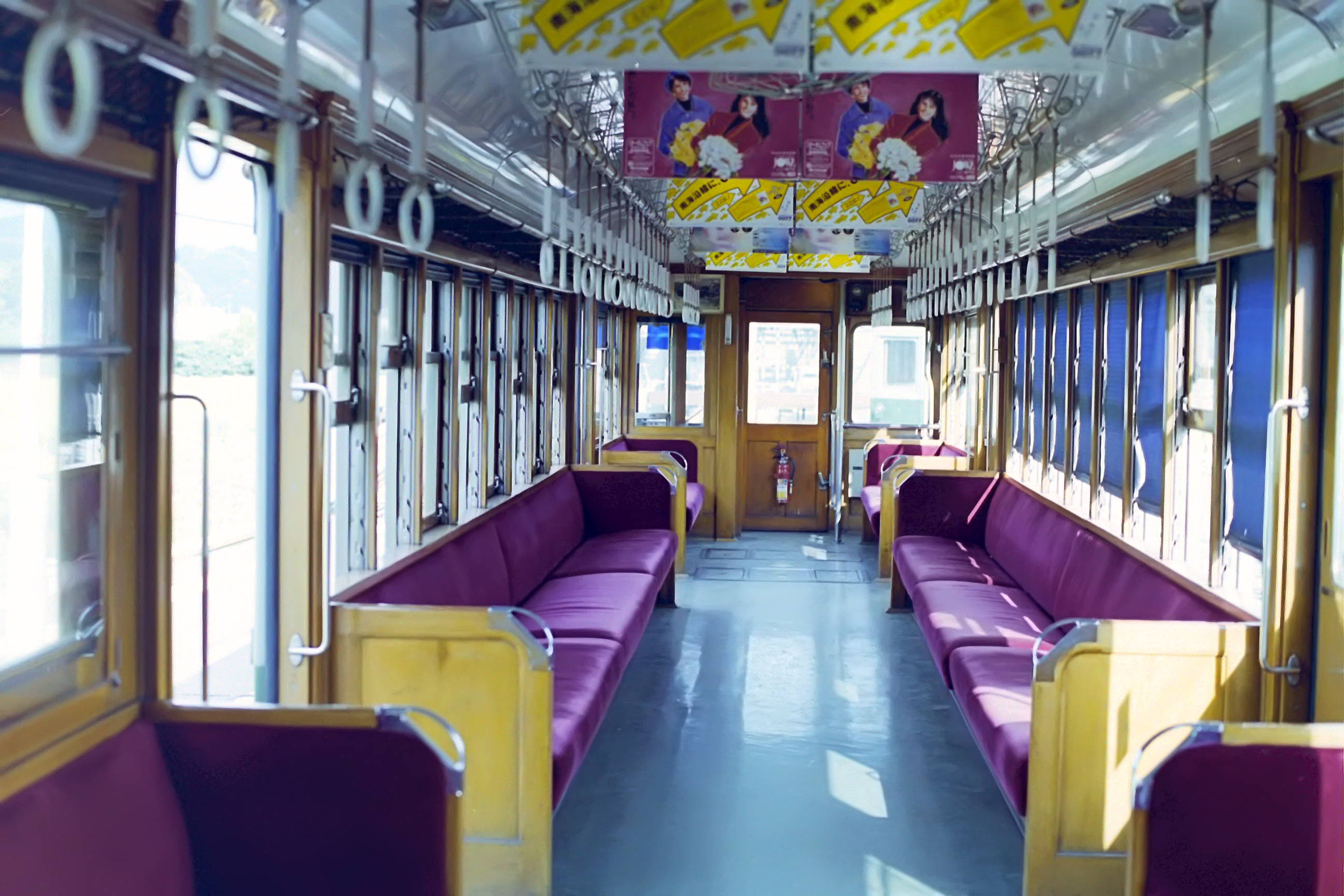
車内

先行するモハ121形15m級鋼体化車を18m級に引き延ばした形状の半鋼製車体で、窓配置はd3D8D3d、前面は緩く曲面を描き、中央に貫通扉を配した半流線型の3枚窓構成、側窓は2段上昇式が基本である。
初期には鋲接が多用されたが、中期以降溶接の使用範囲が拡大し、最終的には全溶接構造となった。
その外観は昭和5年型以降のモハ2001形を短縮したような軽快なデザインを基本とし、中期の戦前最盛期のグループでは、窓の上下寸法が拡大し、左右の前面窓上部に押し込み式通風器が装備され、さらに髙島屋のデザイン部門の協力でインテリアデザインが一新され、照明としてシャンデリアが吊され、窓にベネシャンブラインドを取り付けるなど、非常に個性的な形状となった。しかしながら、戦後は前面通風器が雨水の侵入を防止する目的で撤去され、さらに戦時型以降は窓が1段下降式に変更されるなどしたため、当初の軽快さは喪われた。
塗装は戦前の南海鉄道の標準塗装である深緑色の車体に鉛丹仕上げの屋根、それに黒色の床下機器、となっていたが、1960年代後半以降は検査周期ごとに、順次オリエンタルグリーンとグリーンの2色濃淡塗り分けの車体にグレーの防水塗装仕上げの屋根、という南海線一般車の新標準塗装に変更された。

## 主要機器

### 主電動機
主電動機は下記の各機種が使用された。いずれも吊り掛け駆動である。
- GE-244A / ゼネラル・エレクトリック (GE)

端子電圧675 V時1時間定格出力85 ずつ、定格回転数890 rpm。国鉄での形式をMT4と称する、大正時代初期から中期にかけてを代表する電動機の一つである。在来車からの流用品で、本機を搭載した電動車は改番時にモハ1051形と呼称したが、後日全車ともMB-146-SFRを搭載する15 m級車との間で主電動機の交換を実施し、モハ1201形へ編入された。
- WH-558-J6 / ウェスティングハウス・エレクトリック (WH)

端子電圧600 V時1時間定格出力74.6 kW、定格回転数985 rpm。電7系焼失車からの流用品。本来は急行用として高回転型モーターが求められたために採用された機種であり、これら中型車グループへの転用に当たっては、標準のMB-146-SFR系とは特性が異なるため、ギア比を大きく取って定格速度を揃えていた。
- MB-146-SFR / 三菱電機

端子電圧750V時1時間定格出力93.3 kW、定格回転数750 rpm。当初高野線大運転用のモハ1251形に採用された電動機で、提携先のWH社が設計したWH-556-J6（端子電圧750 V時定格出力74.6 kW、定格回転数985 rpm）を基本にしたとされるが、出力と回転数が示す通り、その磁気回路設計は大幅に変更されており、トルク特性も異なる。また、本来750 V仕様、しかも強トルク特性のため熱耐性に余裕があって端子電圧600 Vでも実質120馬力級として扱われており、1936年の改番で本形式に与えられたモハ1201形という最終形式名もこれに由来する。
- K7-1253-AR / 川崎車両

MB-146-SFR同等品。一説には戦時体制下での三菱電機伊丹製作所の製造キャパシティ不足を補うべく、同一設計で川崎が製造を代行したと伝えられ、モハ1201形には9両に搭載された。
- MT40 / 国鉄制式品（三菱電機製）

端子電圧750 V時1時間定格出力142 kW、定格回転数870 rpm（全界磁）。国鉄モハ63形割り当て車であるモハ1501形に標準搭載されていた機種で、その形式名は端子電圧600 V換算で1時間定格出力151.5馬力 (113.6 kW) 相当のこの電動機の出力に由来する。モハ1201形を急行運用へ充当する必要から、大出力電動機の搭載が求められて採用された機種で、同形式のモハ1551形への改造に使用された。もっともモハ1551形に搭載されたMT40はモハ1501形の電装解除に伴う発生品などの流用ではなく、南海と取引のある三菱電機へ別途発注して導入されたものである。最盛期には13両（モハ1551 - モハ1563）に搭載された。昇圧に伴う廃車の時点ではモハ1551形は11両が在籍しており、これらの電動機は一部が昇圧困難な600V専用設計の電動機を搭載していた2051系に転用されている。

### 制御器
制御器は以下の各機種が使用された。
- PC-14-A / GE
- RPC-54 / 東芝
- PR-200-N5 / 日立製作所
- ALF-PC / 三菱電機
- PCM-150-K / 川崎車両

モハ2001形に連結して使用するためのクハ2851形2851・2852とモハ1551形1554・1556 - 1560に搭載されたALF-PC、およびモハ1551形1551 - 1553に搭載された多段式のPCM-150-Kを除く、3機種間には相互にほぼ完全な互換性があり、これらは混用されたが、最終的にはPC-14-A搭載車のみが貴志川線に残された。

### 台車
台車は下記の各種が使用された。
- K-16 / 汽車製造会社
- D-16 / 日本車輌製造
- KN-16 / 木南車輌
- N-16 / 南海鉄道天下茶屋工場[注 6]
- Brill 27MCB-2 / J.G.Brill
- FS9 (F-19) / 扶桑金属工業
- KS-8 (K-19) / 汽車製造会社
- FS26 (S-19) / 住友金属工業

※形式の括弧内は製作社名の頭文字と心皿荷重上限（トン数）を組み合わせた南海での社内呼称
木造車から流用された鍛造イコライザー台車のBrill 27MCB-2、それに当初モハ1551形に装着されたFS9以下の新型台車群を除くといずれもボールドウィンAA形ビルドアップ・イコライザー台車の模倣品であるが、このうち、KN-16は通常鍛造であるべきイコライザーの「弓」が圧延鋼板の切り抜き材で済まされるなど、低品質であったとされ、これを装備した車両はモハ1551形への改造後に一旦主電動機支持架を強化して流用したこのKN-16を廃棄して、鋳鋼製で剛性も強度も高く、揺れ枕吊りとボルスタアンカーの導入、それに軸ばねのウィングばね化で柔らかい乗り心地を実現したKS-8 (K-19)やFS9 (F-19)、あるいはFS26 (S-19)に交換している。
なお、K-16の一部には、新造段階でスウェーデンSKF社製ローラーベアリングが装着されており、K-16Rと称した。

### ブレーキ
ブレーキは当初J動作弁使用のGE社系AVR自動空気ブレーキ（制御管式）が採用されたが、これは後年AMA自動空気ブレーキ（元空気溜管式）に交換されている。

## 変遷

### 戦前・モハ1201形の登場
1934年（昭和9年）に製造されたグループは、木造車のクハ716 - 721およびクハ722形722の鋼体化名義で製造され、モハ133形133 - 142で登場した。続いて電3形モハ258 - 260の鋼体化名義でモハ140 - 142の製造に着手したが、1936年（昭和11年）に行われた既存車両の改番後に登場したため、モハ1201形（1207 - 1209）で登場した。モハ133形もモハ1201形（1201 - 1206）に改番されたが、133のみ主電動機が異なっていたため、モハ1051形（初代）の1051に改番された。
1936年（昭和11年）に製造された1210 - 1217までの8両は、全車が新造扱いとなり、昭和9年製の車両と比べて車長が20cmほど長くなり、水切りが直線になった他、車体前面裾にスカートが取り付けられ、溶接の使用範囲が拡大するなどの設計変更があった。また同年には、事故車の機器流用で、同形車体を新製してモハ1021形1021と、クハ1901形1901が製造された。さらに追加で電3形の鋼体化が計画され、1937年（昭和12年）にモハ1051形1052 - 1055が製造されたが、1052は昭和9年製車体と同形なのに対し、1053 - 1055は昭和11年製グループと同形車体となっている。なお台車は、1052・1053が種車流用のブリルMCB、1054・1055は新造の日車D-16台車となっている。
1937年（昭和12年）に製造されたモハ1201形1218 - 1222とクハ1901形1902 - 1906（初代）は、車体が全溶接構造となり、窓の上下寸法はそのままながら、設置位置を下げる設計変更が行われ、内装も一新された。翌1938年（昭和13年）には、事故車の主要機器流用でモハ1201形1234が製造されている。
1939年（昭和14年）、モハ1051形とモハ1021形の主電動機や台車を交換して1201形に編入する作業が行われ、モハ1051形1051は1233に、1052 - 1055は1228 - 1231に、またモハ1021形1021は1232に改番された。さらに翌年にかけてクハ1901形1902 - 1906が電装され、モハ1201形1227 - 1223に編入されている。
1940年（昭和15年）、クハ1901形1902 - 1909（1902 - 1906は2代目）が、1941年（昭和16年）には、後日モハ1201形に改造する予定でクハ1901形1910 - 1919が製造された。車体はモハ1201形1218 - 1222と同形ながら、内装は簡素化され、照明は管球に、ブラインドは通常の布製に変更されている。なお1910 - 1914は、1942年（昭和17年）にクハのまま1235 - 1239に改番され、さらに電装機器の手配が付いたクハ1235 - 1237は、電装されてモハ1201形1235 - 1237に編入された。
南海電鉄では、戦時中の輸送力増強のため本形式の増備を計画し、1942年（昭和17年）に1910 - 1914（2代目）が、1943年（昭和18年）から1944年（昭和19年）にモハ1201形1245 - 1249が製造されたが、資材不足の影響にり、窓が1段下降式に設計変更された。この結果、電動車はモハ1201形1201 - 1237および1245 - 1249の42両、制御車はクハ1238・1239およびクハ1901形1901 - 1919の19両が揃った。
1201形グループは、戦前には南海線で普通列車運用を中心に運用されていた。

### 戦後・モハ1551形の誕生
戦時中の1945年（昭和20年）、モハ1201形1211・1216・1223・1225・1235およびクハ1901形1905・1917の計7両が戦災焼失し、戦後の復旧に際しては、被災程度が軽かったクハ1905を除いて1段下降窓の戦時形車体で復旧した。また戦中から戦後の混乱期に度々発生した衝突事故によって複数の車両が損傷、これらについては原形復旧されているが、片隅形運転台の全室化改造など内装に手を加えられている。一方、クハ1238・1239は電装化されモハ1201形に編入された。戦後はモハ1501形導入以降、南海線および高野線（区間運転）の共通仕様車として広範に運用された。
1948年（昭和23年）、モハ1501形1519・1520に搭載されていた国鉄制式のMT40型主電動機を、TR25A (DT13) 台車ごとモハ1201形1219・1220に設置して運用したところ、運用成績良好であったため本格的に採用されることになり、1949年（昭和24年）にMT40を新たに購入の上でモハ1245 - 1249の主電動機を交換してモハ1551形1555 - 1551に、クハ1901形1915 - 1919が電動車化改造を施工され1560 - 1556に、それぞれ改形式・改番された。さらにモハ1238が改造されてモハ1564になったが、これは短期間で元のモハ1238に再改造されている。翌昭和25年には、モハ1238・1239が改造されてモハ1562・1561に、さらに1954年（昭和29年）にはモハ1237が改造されてモハ1563となった。
モハ1551形は南海線のみで使用され、急行列車や準急列車にも多く使用された。1955年（昭和30年）からは、モハ1551形の一部の制御器に弱め界磁付加の上で、同系のクハ1901形と共に扉間転換クロスシートを装備し特別塗装に変更した専用編成を用いて、「なると」・「あわ」などの四国連絡急行を中心に充当された。
1957年（昭和32年）には、モハ1562・1563の主電動機がモハ1201形用のMB-146－SFRに再交換され、モハ1563はモハ1241に、モハ1562は元のモハ1238に改番され、モハ1551形は11両体制となった。なお、モハ1238はクハ1901形1913として落成して以降、クハ1238→モハ1238→モハ1562と目まぐるしく車番・車種記号が変遷したが、この改形式・改番によって付与された「モハ1238」が最終車番となった。

### 更新修繕
1955年（昭和30年）からは疲弊した車体の更新工事が開始され、外板の総張り替え、戸袋窓や前面窓のHゴム固定窓化、側扉のステップ撤去が行われた。また、クハの上り側運転台はこの時撤去され、その跡を完全に客室化して座席も延長した。モハについても、1962年（昭和37年）以降に更新された車両については、片側の運転台の撤去を実施し、1969年実施のモハ1210を最後に完了した。
クハ1901形のうちクハ1912 - 1914の3両は、車体更新修繕時に電装されてモハ1201形に編入され、それぞれモハ1239・1240・1237に改番された。また未更新のまま残っていたクハ1911は、1968年（昭和43年）に廃車からの電装品により電動車化、室内を改装の上モニ1045形1047となり南海本線の荷物列車に使用された。
この結果、最終的にモハ1201形1201 - 1241、モハ1551形1551 - 1561、クハ1901形1901 - 1910の3形式に再編された。

### ATS取り付けによる運転台撤去
南海電鉄では、1967年4月から1968年1月までの9ヶ月間に、3件の重大事故（「南海3大事故」）を起こし、近畿陸運局（現・近畿運輸局）より南海に警告書が出されたため、急遽1968年度中にATSを導入することになり、機器取り付けに関連して、クハ1901形は運転台を完全に撤去してサハ1901形となった。また、両運転台車についても、支線用にモハ1201 - 1205およびモハ1559 - 1561を残し、片側の運転台を撤去している。

### 紀勢本線直通列車への充当
国鉄紀勢本線直通のサハ4801形の南海線内特急列車牽引は、従来モハ2001形によって行われてきたが、1970年（昭和45年）7月にモハ2001形が全廃されたため、代わってモハ1551形がこれを担当するようになった。
当初はモハ2001形と同じダイヤで走行するために、不経済を承知でモハ1551形のオールMによる4両編成が使用されたが、モハ1551形は11両しか在籍せず、4両編成を組むと3本中1本が3M1Tとなって残る2編成による限定運用を強いられ、運用効率が悪かった。このため、1970年（昭和45年）11月のダイヤ改正で3M1T編成を基準にした運用に改められ、スピードダウンが実施されている。もっとも、1959年（昭和34年）に南紀直通用気動車として国鉄キハ55系気動車の同型車キハ5501・5551形が投入されて以降、南紀直通客車は事実上夜行列車（こちらを参照されたい）専用となっており、スピードダウンは特に深刻な問題にならなかった。
1972年（昭和47年）3月のサハ4801形運用廃止によって、この運用は終了した。これは昇圧工事の最終段階で、モハ1551形も淘汰されて客車牽引可能な電車がなくなることと、近く予定されていた難波駅の大改装工事のために牽引用電車の用いる機回り線廃止が決まったことが背景にあったものである。

### 昇圧による転用と廃車

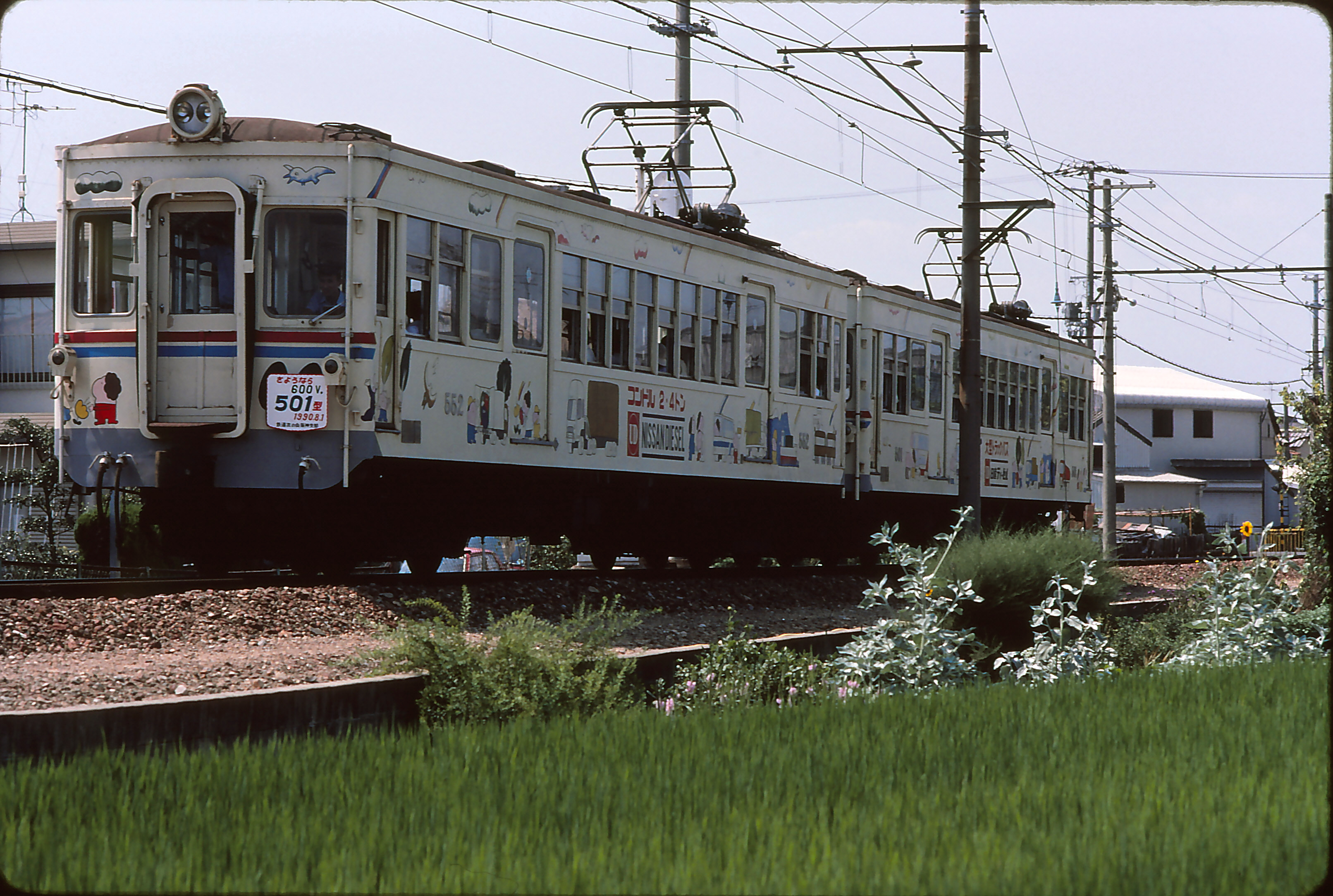
水間鉄道501形

1965年（昭和40年）、南海電鉄では南海線・高野線の架線電圧を1973年（昭和48年）に1,500Vに昇圧することを決定したが、本形式はその大半について昇圧対応工事を施工せずにそのまま廃車することが決定され、1971年（昭和46年）より廃車が開始された。
その一方で、架線電圧600Vのままで存続することになった貴志川線は、それまで使用されていた15 m車のモハ1051形に代わってモハ1201形が使用されることになり、当初1201・1205・1210・1213・1214・1219 - 1222の9両が配置されて1971年（昭和46年）8月9日より運用を開始、翌日には全てモハ1201形での運用となった。
その後も、1973年（昭和48年）の本線昇圧までに車両の入れ替わりがあり、最終的には戦前製の車体を維持していたモハ1201形のうち、状態が良好であった10両（1201 - 1204・1210・1213・1217・1218・1234・1241）が残されることになった。残りの車両は順次廃車されたが、水間鉄道と京福電気鉄道福井支社に合計28両が譲渡された。
モハ1551形は、本線運用に残る最後の半鋼製車両として昇圧間際まで使用され、昇圧後に全車廃車解体された。またモニ1045形1047は、荷物輸送が同年6月に廃止となったため、10月23日付で廃車となった。
廃車となったモハ1551形の主電動機の一部は、モハ2051形をモハ1521形に改造するために転用された。

### 貴志川線での使用と終焉

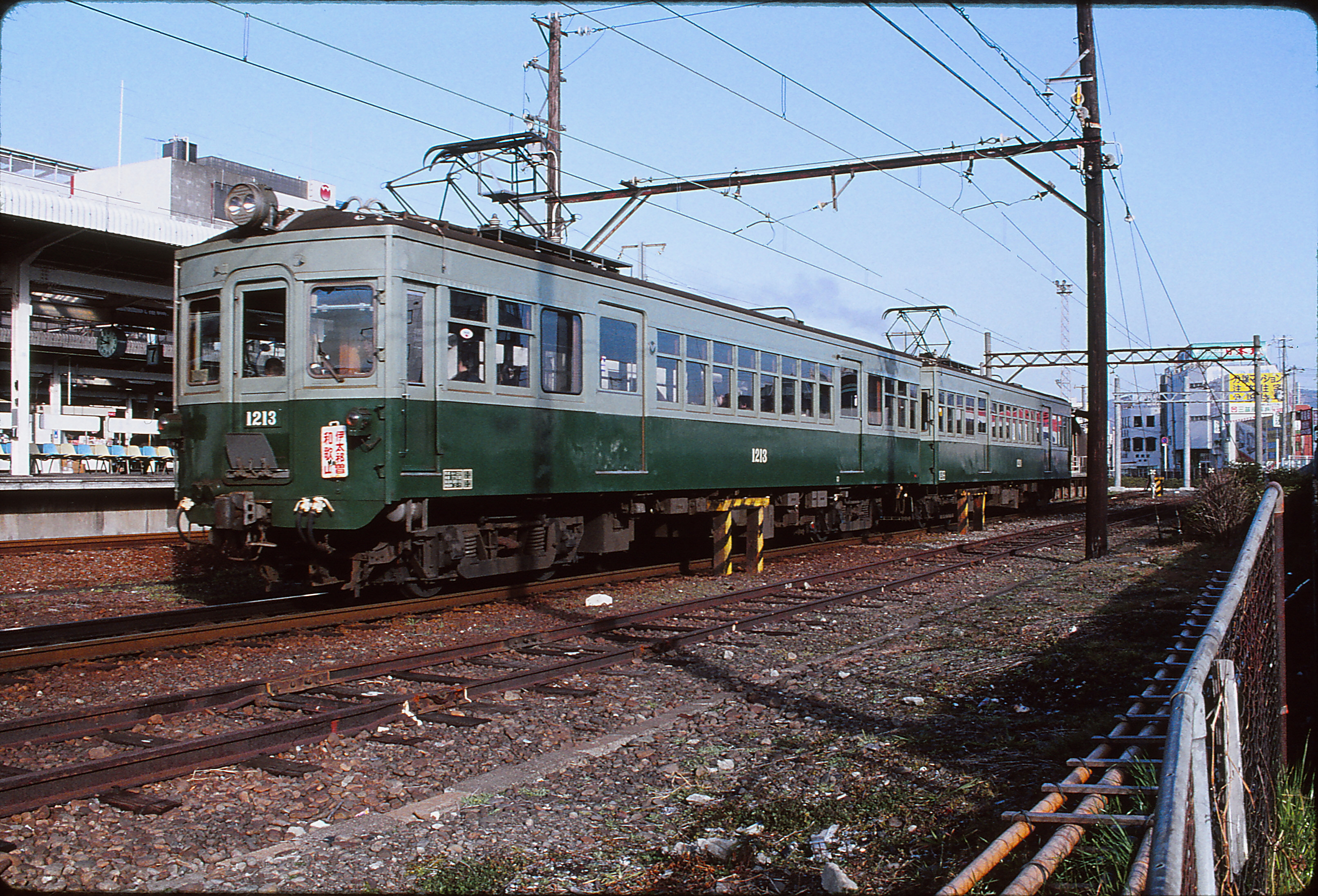
和歌山駅に到着する1213

南海本線・高野線の昇圧後、最終的には前記10両が貴志川線に配置され、それ以外の車両は他社譲渡もしくは廃車解体された。
貴志川線に残った10両については、しばらくそのままの姿で使用されていたが、車体の老朽化や、室内灯として使用していた直流蛍光灯の確保が困難になったことから、1986年（昭和61年）から翌年にかけて車体整備工事を実施した。この時、交流蛍光灯への変更のための電動発電機取り付けや前照灯のシールドビーム化、屋根の整備、車両番号を貫通扉部に取り付けるなどの工事が行われ、外観が大きく変化した。また前面隅部への雨樋取り付けが、後日追加で実施されている。
しかし、車体整備を実施したとはいえ、戦前製ゆえに陳腐化は否めず、車両の冷房化および速度向上等のサービスアップにも対応できないため、貴志川線近代化の一環として2270系に置き換えられることになり、1995年（平成7年）3月31日に運用を終了し、本系列はここに60年以上の長きにわたった南海での営業運転を終了した。最終的には南海に残留したグループが、他社に譲渡されたグループよりも長期にわたって使用され続けたことになる。

## 他社への譲渡

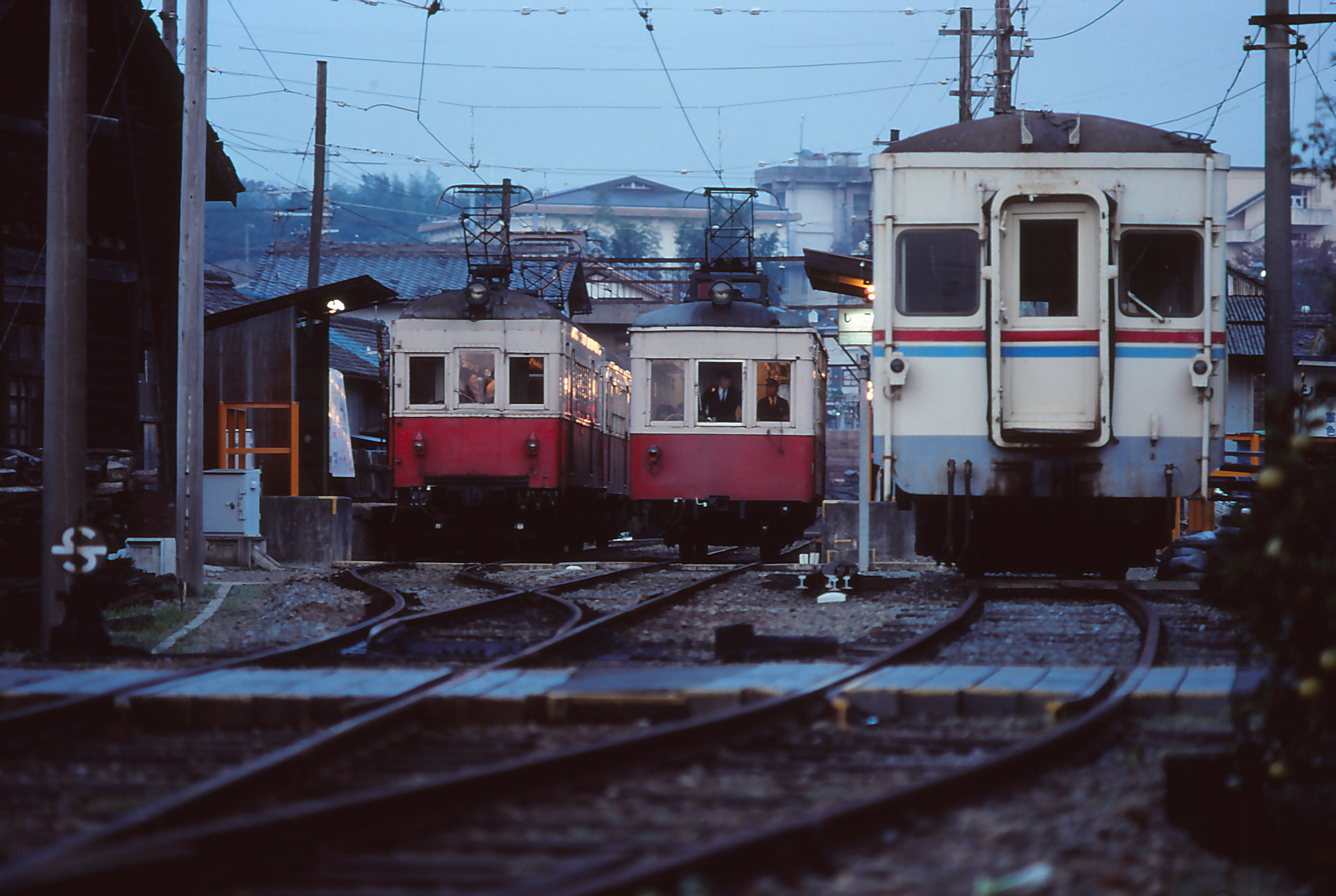
野上電気鉄道に譲渡された水間鉄道501形

廃車となったモハ1201形10両とサハ1901形2両が水間鉄道に、モハ1201形16両が京福電気鉄道福井支社にそれぞれ譲渡された。また、主電動機、台車、電動発電機の一部が伊予鉄道に譲渡され、同社300形、130形、120形に利用された。
水間鉄道に譲渡された車両は、当初は貸与扱いで、のちに正式に譲渡されている。このため入線当初は南海時代の車番・塗装であったが、すぐにモハ501形・サハ581形に改番され、車体塗装もクリーム色とマルーン（のちに赤色に変更）に変更された。
その後、車体内外装の更新や雨樋の取り付けなどが実施されたが、車内で使用されていた直流蛍光灯が、製造メーカーの生産中止による影響で交流蛍光灯に変更する必要が生じ、電動発電機を搭載するためにモハ501形の一部が電装解除されてクハ551形となった。
その後も塗装変更を受けて長く使用されたが、1990年（平成2年）の鉄道線の昇圧に伴い、元東急の7000系に置き換えられた。そのうちの一部は野上電気鉄道に再譲渡されたものの、重量制限を超過していることが判明し、入籍せず運用されることもなかった。
一方、京福電気鉄道に譲渡された車両は、モハ2001形に改番されて使用されたが、車体の老朽化により、全車が1982年（昭和57年）から1985年（昭和60年）にかけて阪神電気鉄道から譲受した5231形の車体に載せ替えられた。

## 保存車両

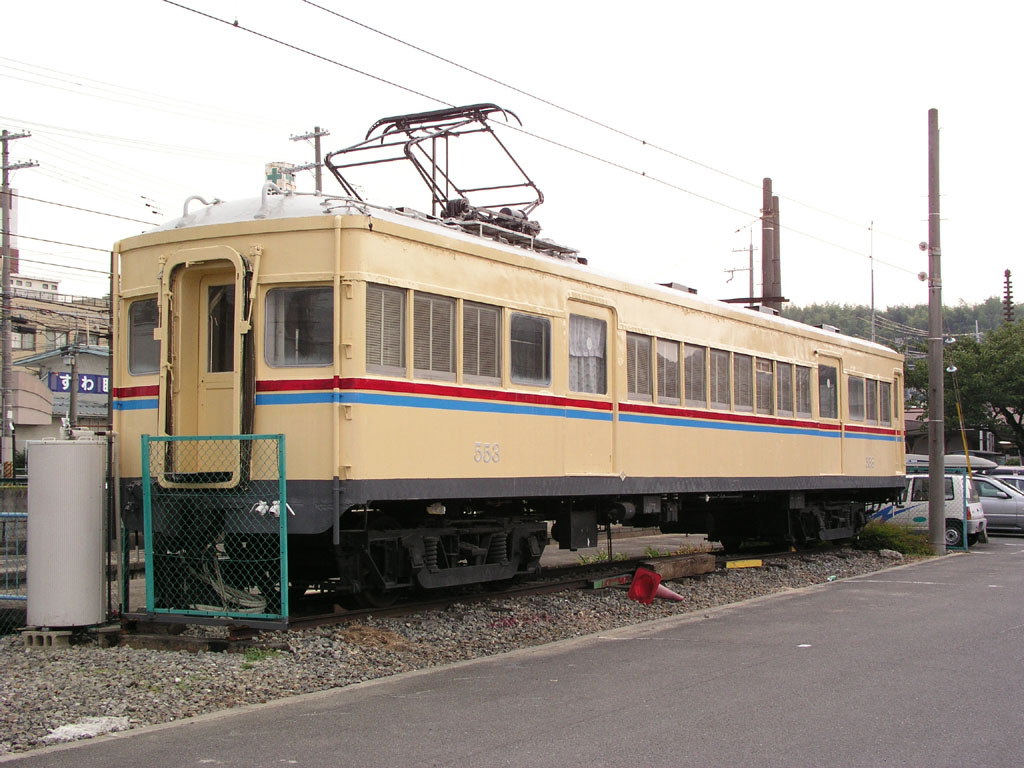
水間鉄道クハ553

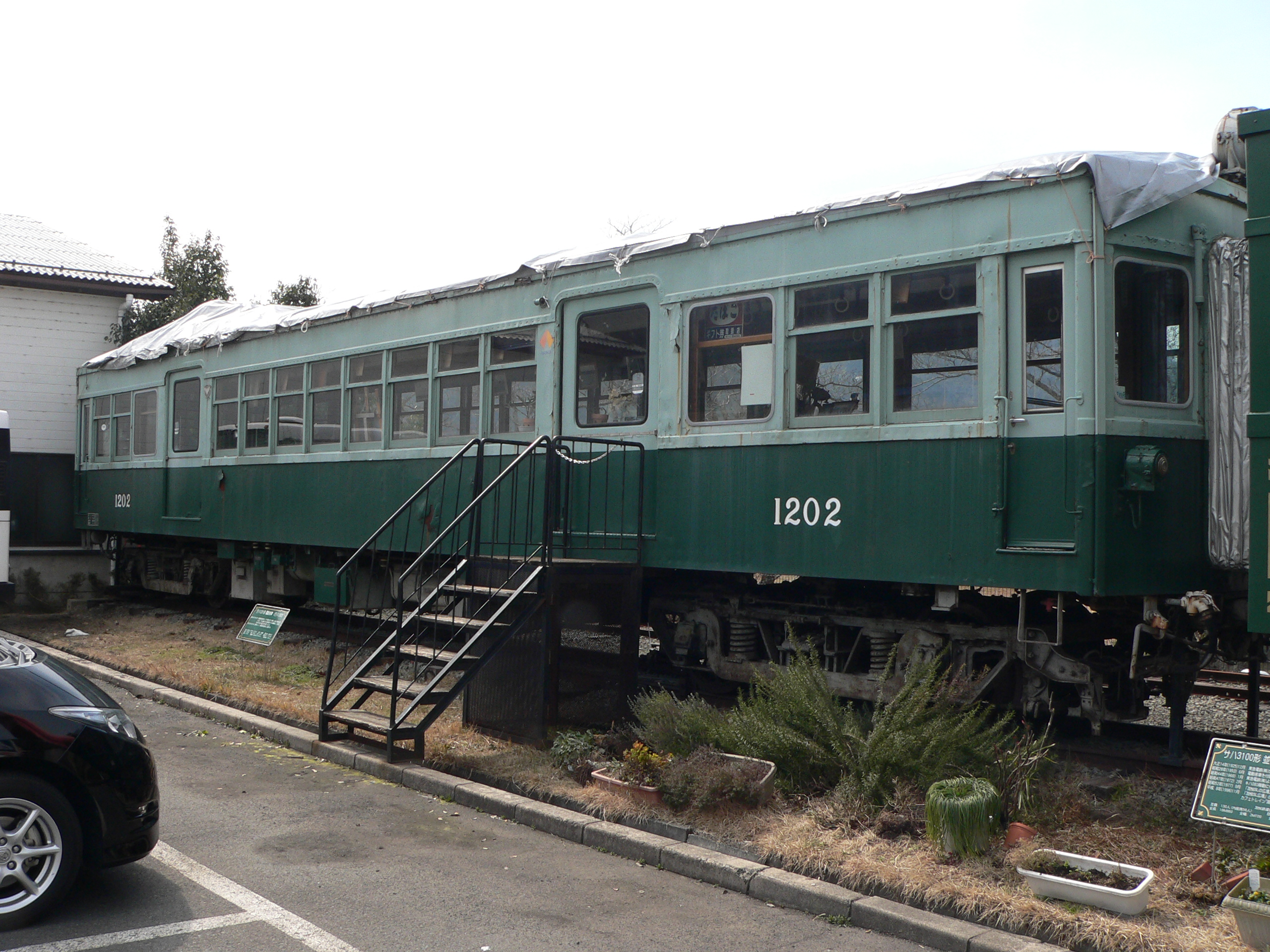
南海1201形電車モハ1202号（加悦SL広場、京都府与謝野町。喫茶店の一部として利用されていた）

廃車後、和歌山県那智勝浦町の「グリーンピア南紀」（モハ1210）と京都府与謝野町の加悦鉄道「加悦SL広場」（モハ1202）に1両ずつ譲渡され、静態保存されたほか、加悦SL広場には本系列用の汽車製造製K-16台車が一組持ち込まれて保存されている。ただし「グリーンピア南紀」は2003年（平成15年）に運営を停止し、「加悦SL広場」も2020年（令和2年）3月31日の営業を最後に閉園している。
また水間鉄道に譲渡されたグループのうち、クハ553（元南海モハ1240）は、クリーム色と赤色のツートンカラーに塗りなおされて、水間観音駅構内の車庫で保存されている。